# Chapisme
 (mars 2018).

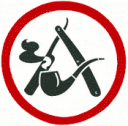
La pipe et le rasoir, symboles de l'Anarcho-Dandysme, présent aux côtés du Manifeste Chap.

Le chapisme ou anarcho-dandysme est un mouvement d'origine britannique créé par Gustav Temple dans les années 1990.
Il prône le retour à des valeurs plus ou moins sérieuses, dont le chapeau melon, l'usage de la pipe ou encore le très décalé lancer de sandwich au concombres. Mais, le chapisme est avant tout une « idéologie » d'un nouveau genre, mélangeant humour British, amour des belles manières et refus inconditionnel de cette uniformisation touchant l'homme moderne. C'est une réaction humoristique face à une société de consommation de masse, au joug des diverses marques, à la sujétion du salariat. Les Chaps revendiquent une « révolution par le tweed » ouverte à tous ceux désirant « redonner un peu de civilité à un monde qui en manque de plus en plus ».

## Le Manifeste Chap

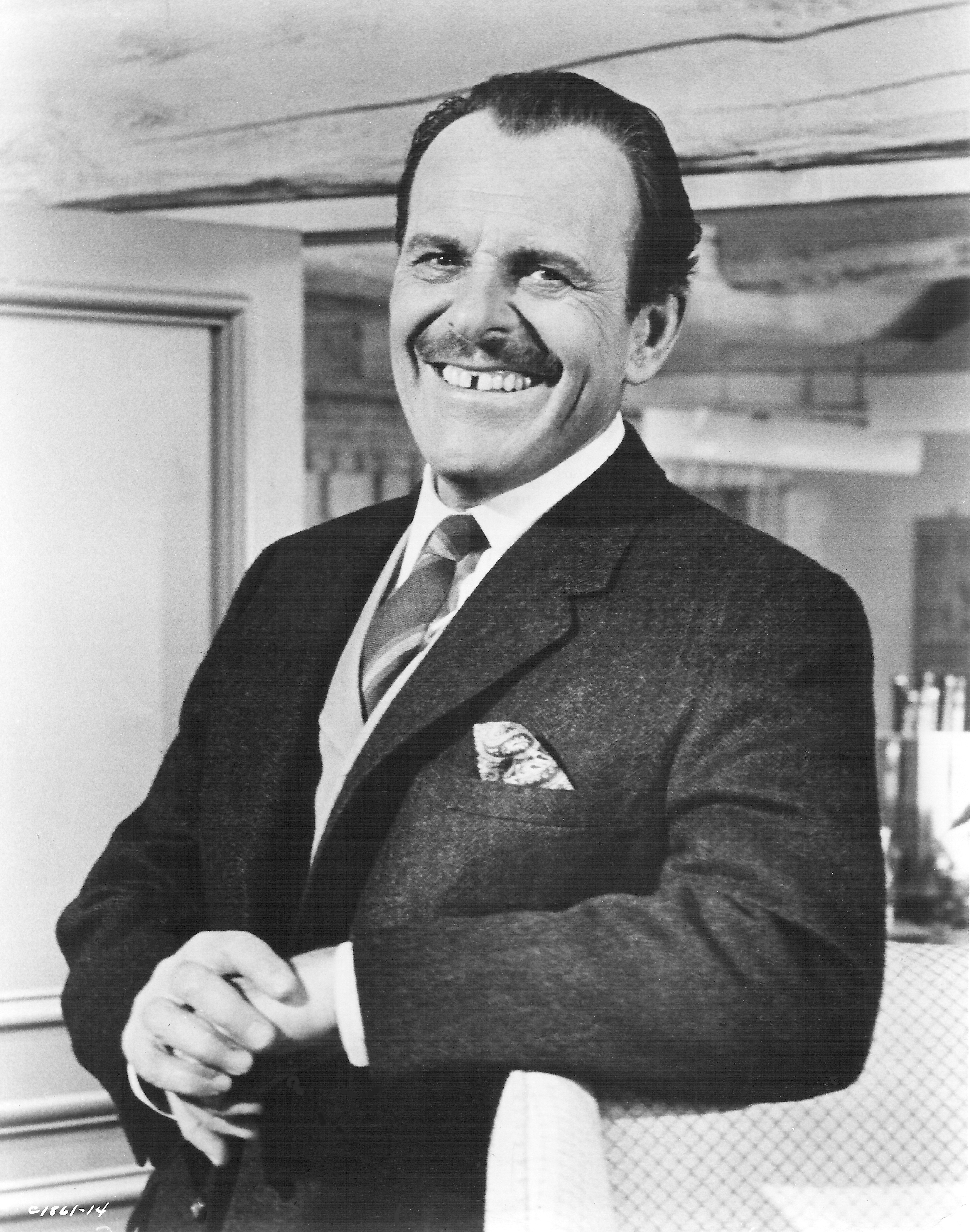
Terry-Thomas (1911-1990), acteur britannique, icône des chaps parmi tant d'autres.

Gustav Temple et Vic Darkwood du magazine anglais The Chap (en), ont écrit et regroupé les « dogmes » du chapisme  dans un manifeste de 130 pages. Celui-ci est intitulé Le Manifeste Chap, Savoir vivre révolutionnaire pour gentleman moderne. On y apprend notamment que d'après son fondateur Gustav Temple, « le chapisme est à la fois une éthique, une morale, une bouffonnerie rabelaisienne qui combat la vulgocratie et en appelle donc à des actions sporadiques de courtoisie ordinaire ».

## Le Chap: Entre l'action et la dérision
Le chapisme vient de Chap ou « bon gars » en français. Il existe aussi une déclinaison féminine : chapette.
Le Chap est caractérisé par les auteurs du manifeste comme toute personne voulant sauver la société moderne de la vulgarité, en ramenant sur le devant de la scène les bonnes manières, la courtoisie et l'élégance d'antan. Cependant, le Chap est tout d'abord un Homme de son temps, proclamant ses idéaux par un humour décapant, mélangeant ironie, absurde et sarcasme.
Le fondateur du mouvement, Gustav Temple le dit : 
"L'Anarcho-Dandysme est une sorte de nouvelle philosophie. De mouvement politique, de contre-culture situationniste. De mouvement dadaïste.
Nous reprenons le concept du gentleman anglais, considéré comme élitiste, snob, lié à l'argent ou à la classe sociale et on s'en débarrasse pour ne garder que le meilleur ! L'allure distinguée, l'attitude, le monocle, la moustache, la pipe. On détourne tout ça et on en fait quelque chose de jeune."
Les Chaps, bien que ne se prenant pas au sérieux, mènent tout de même des actions qui le sont, comme "The Abercrombie & Fitch Protest" (Savile Row, 9-11am, Monday 23rd April 2012) où, “Give three-piece a chance” : “Donnez une chance au costume trois pièces” était l'intitulé de leur manifestation.
Ce mode d'action démontre plusieurs choses. Premièrement, le Chapisme transforme la philosophie du  dandysme et la fait passer d'une révolte individuelle (propre aux premiers dandys), à une révolte collective. L'esthétique dandy et/ou vintage rassemble de plus en plus d'adeptes notamment durant les années 2010. Deuxièmement ces actions chaps, baignées de dérision, pointent du doigt des marques (Starbucks, Zara, et bien d'autres enseignes de fast-food et de fast fashion), qui selon Gustav Temple, détruisent « l'intégrité des Anglais. Pas juste des Anglais, mais plutôt de la culture en général, de la mode, du style, de l'individualisme. »

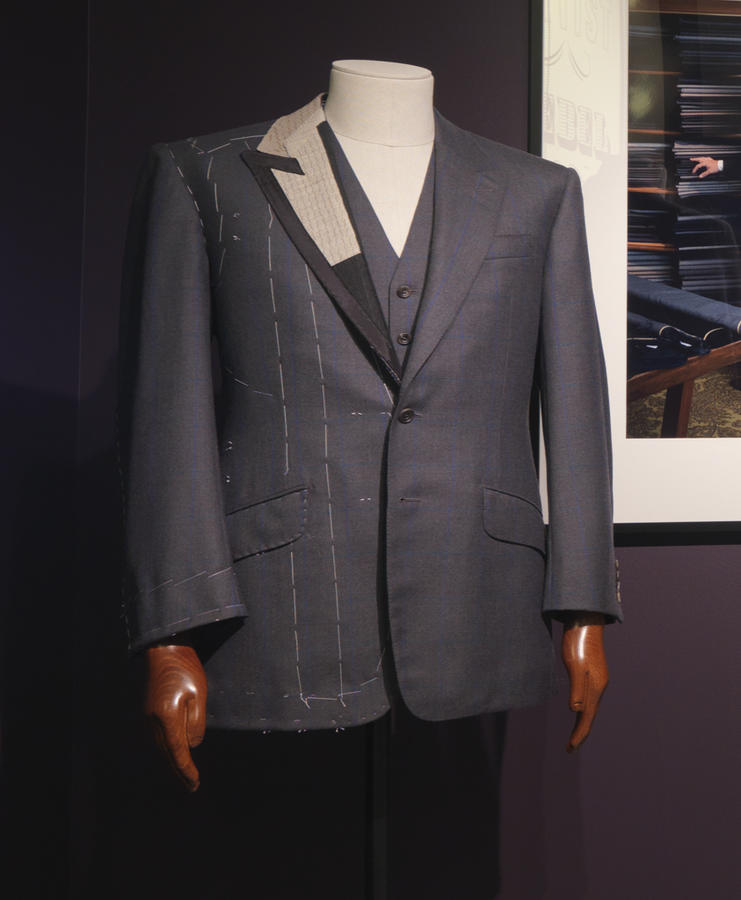
Costume trois-pièces fait sur mesure à Savile Row (en cours de réalisation avec entoilage apparent). Le costume est décrit dans le manifeste chap comme "L'armure du gentleman moderne".

Les chaps privilégient donc une résistance par, non seulement la consommation de produits (culturels et autres) qui correspondent bien plus à l'Anglais traditionnel, mais aussi par la pratiques de gestes dédaignés par le mondialisme. Ces gestes peuvent être de simples gestes de courtoisie, tirer son chapeau, prendre le temps de s'habiller en fonction des occasions, se détacher des écrans, lire plus de livres, soigner son langage et sa culture personnelle, faire appel aux artisans plutôt qu'aux grandes marques, etc.
En dehors de la consommation, les chaps organisent tous les ans à Bedford Square des "Olympiades" que Gustav Temple inaugure en allumant une énorme pipe. Les sports de concours sont des dérivés de sports connus et toujours exercés avec humour. "De la joute de parapluie, au tout sauf tennis en passant par le fameux volley melon". L'activiste Chap qui anime ces jeux, Tristan Langlois explique que  "Dans les années 30 et 40, l'idée du sport amateur était très présente. Très à la mode. Ça ne tournait pas autant autour de l'argent. Alors évidemment, les olympiades des Chaps ne proposent pas de vrais sports au sens conventionnel du terme, mais on cherche plus cette passion. Cette idée de faire quelque chose juste pour le plaisir de le faire et non pour un truc aussi banal que l'argent."
Au de-là des « petits gestes » et de la dérision, il faut voir dans le chapisme un élan « rétrolutionnaire » qui consiste à remettre en question le mode de vie capitaliste occidental qui détruit à petit feu les cultures (ainsi que les savoir-faire) nationales et locales. Manifester à Savile Row, c'est contester le remplacement progressif du sur-mesure artisanal par une fast fashion jugée globalisante et destructrice.
C'est là où le terme « anarcho-dandy » prend son sens. Il est anarchiste dans le sens où, en toute horizontalité, le chap dénonce les mauvais effets du capitalisme consumériste. Dans son Appel aux charmes, le manifeste commence par "Nous sommes depuis trop longtemps les jouets des grandes entreprises dont le seul but est de changer le monde en un gargantuesque centre commercial". Il dénonce également l'aliénation du corps et de l'esprit par le salariat. "Nul activité ne ronge autant l'esprit humain que le travail salarié". Mais le chap reste un dandy, quelqu'un motivé par et pour l'esthétique. Il voit en la mondialisation, un enlaidissement des paysages, des façons et des mœurs. Chaque ville « occidentalisée » finit par être uniformisée, et ses habitants autrefois atypiques, finissent par reproduire les mêmes gestes et mentalités que ceux du reste du monde occidental. D'où l'importance pour le chap, de combattre avec panache afin de préserver le Beau, un Beau national. Cette imagerie de "gentleman révolutionnaire" s'accompagne d'une récupération assumée des icônes politiques classiques. L'étoile rouge, symbole de l'Internationale Communiste est récupérée sous forme de pin's.

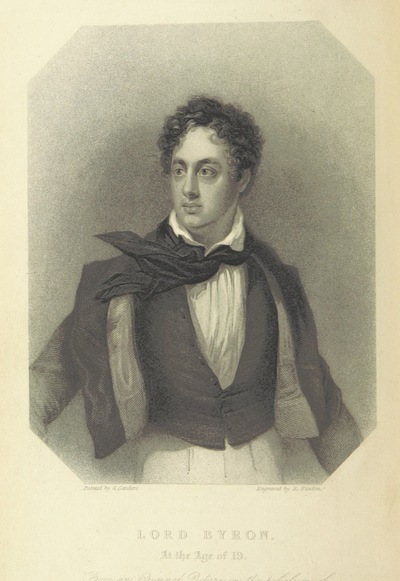
Lord Byron (1788-1824), l'une des figures du Dandysme et du Romantisme, il est de facto un apôtre des Chaps. En plus de son œuvre poétique, Byron s'est distingué pour son œuvre politique à travers son soutien aux Carbonaris, et par sa participation à l'Indépendance de la Grèce.

Le Chap serait, pour reprendre la formule de George Orwell (reprise par Jean-Claude Michéa), un Anarchiste Conservateur.

## Les maîtres à penser du chapisme
On compte parmi les maîtres à penser du chapisme, de grands noms comme Oscar Wilde, Pelham Grenville Wodehouse, Winston Churchill, G. K. Chesterton mais aussi le classieux et emblématique David Niven. D'un point de vue littéraire, les Chaps conseilleraient de lire entre autres Baudelaire et Byron.

## Les Quatre types de Chap
Le manifeste liste dès le départ quatre types de personnalités qui définissent le Chapisme : 
1. Le Dandy :  Héritier direct de George Brummell et de Charles Baudelaire, il travaille à faire de sa vie une œuvre d'art. Esthétisant chaque aspect de son existence, il prône une révolte individuelle contre la Mode dominante et le globalisme culturel par l'habit et la création d'un personnage à la fois rebelle et aristocratique.
2. Le Poète : Créateur sensible et travailleur acharné, il voue son énergie à sa discipline artistique de prédilection. Son amour du Beau le condamne à une éternelle insatisfaction chère aux perfectionnistes.
3. Le Gougeât : Fripon en quête d'adversité, sa langue outre comme elle impressionne. Son langage direct lui vaudra une image de mufle autant auprès des cœurs brisés que des égos qui supportent mal la franchise. Tel Cyrano de Bergerac, déplaire est son vice.
4. Le Bon Vivant : Amateur de bonne chère et fin épicurien, il témoigne un amour pour la gastronomie populaire. Sa bonhomie s'illustre souvent par la consommation d'une bière servie en pinte cannelée et se demandera en quoi la chimie d'un soda serait plus saine pour lui qu'un bon scotch nature.

## Sources
- Article ELLE "Le manifeste Chap : Savoir-vivre Révolutionnaire pour Gentleman moderne"
- Article de l'Express, sur le chapisme
- Article du DANDY "Le Chap c'est chic"
- Article de Le Point "L'internationale (chapiste) sera le genre humain"
- Article de Cosculture "Le Dandysme, partie 2 : Et aujourd'hui ?"
- Article de L'Incorrect "Gustav Temple : le prince des chaps s'adresse aux français"
- (Documentaire) Sophie Peyrard, Matthieu Jaubert, "La révolution rétro", ARTE, 2015
- Jules Barbey d'Aurevilly, "Du dandysme et de G. Brummell", Caen, 1845, disponible sur https://gallica.bnf.fr/